# Le Mondine
Le Mondine è un trio di cantanti piemontesi nato nel 2010 che ripropongono canzoni popolari della cultura italiana.

## Storia
Nato nel 2010, il trio de Le mondine inizia a incidere alcuni album di canzoni popolari italiane come O sole mio, La domenica andando alla messa, Quel mazzolin di fiori e molti altri brani tradizionali italiani.
Fino ad oggi il gruppo ha tenuto oltre 600 concerti, e compare spesso in emittenti locali come Telecittà, Telelombardia, Antenna 3 Lombardia, Telecity, Telecupole e Canale Italia.

## Formazione
Il trio de le Mondine è formato da tre cantanti ovvero:
- Letizia Borgaro
- Barbara Leva (non più membro, scambiato con un'altra ragazza,  di cui però non si conosce l'identità).
- Giulia Zingales

## Discografia
- Canzoni della nostra terra (2010)
- La Marianna la va in campagna (2011)
- Quel mazzolin di fiori (2012)
- La Lavanderina (2012)
- Fiume amaro (2014)
- La bionda e le more (2014)
- Ciao ciao morettina  (2016)
- Padre vagabondo (2019)
- [2] Canzoni d'altri tempi vol.1-2 (2019)